# Zheng Saisai
Pour les articles homonymes, voir Zheng (homonymie).
Ne pas confondre avec Zheng Jie et Zheng Qinwen, également joueuses de tennis.
Dans ce nom chinois, le nom de famille, Zheng, précède le nom personnel.
Zheng Saisai (en chinois simplifié : 郑赛赛 ; pinyin : Zhèng Sàisài), née le 5 février 1994 dans la province du Shaanxi, est une joueuse de tennis chinoise, professionnelle depuis 2009. Elle est surnommée le jaguar (pour son jeu de jambes et sa défense).
À ce jour, elle a remporté un titre WTA (plus 3 WTA 125) et 12 titres ITF en simple et cinq titres WTA (plus 3 WTA 125) et neuf titres ITF en double dames.
Elle a notamment atteint la finale du double dames à Roland-Garros en 2019 avec sa partenaire Duan Ying-Ying.

## Biographie

### Débuts de carrière
Elle se distingue en 2010 à l'occasion des premiers Jeux olympiques de la jeunesse à Singapour où elle obtient deux médailles : l'or en double avec sa compatriote Tang Haochen et l'argent en simple, uniquement battue en finale par la Russe Daria Gavrilova.
Alors âgée de dix-sept ans, elle remporte un titre en double dès sa première participation à un tournoi WTA en septembre 2011, à l'Open de Canton aux côtés de la Taïwanaise Hsieh Su-wei. Il faut ensuite attendre 2015 pour la voir gagner de nouveau cinq tournois WTA, dont quatre en double et un en simple.

### 2015 - 2017: premier titre en simple et trois en double, de bons résultats dans l'ensemble malgré quelques défaites prématurées
Elle emporte le tournoi WTA 125 de Dalian en 2015 contre l'Israélienne Julia Glushko, elle bat entre autres Zhang Kai-Lin (avec qui elle remportera le double), YangZhaoxuan, Chang Kai-chen, Wang Qiang. Elle poursuit sa progression à l'Open de Tokyo où elle bat Alison Riske et Irina Falconi. Elle sera éliminée par Christina McHale.
En double, elle remporte aussi deux autres titres en double. À Nanchang, alors associée à Chang Kai-chen, elles parviennent à éliminer Liu Chang - Lu Jiajing, puis Mana Ayukawa - Kyōka Okamura. Elles poursuivent leur chemin en éliminant Han Xinyun - Zhang Kai-Lin. Elles s'adjugent le titre en éliminant Chan Chin-wei - Wang Yafan. Elle réitère à Standford associée à Xu Yifan. Elles éliminent Klaudia Jans-Ignacik - Mirjana Lučić-Baroni, puis la paire allemande Mona Barthel - Sabine Lisicki, elles viennent à bout de Kateryna Bondarenko - Tatjana Maria en demi. Elles gagnent le tournoi en double face à la paire espagnole Anabel Medina - Arantxa Parra, tête de série numéro deux.
Les années 2016 est marquées par quelques belles victoires comme celles contre Petra Kvitová à Shenzhen, mais aussi par maintes défaites au premier tour. Elle atteint néanmoins les quarts à Doha en 2016. Pour cela elle élimine Varvara Lepchenko, puis Angelique Kerber (tête de série numéro 1) en deux sets, puis vainc Eugenie Bouchard. C'est Jeļena Ostapenko qui mettra un terme à son avancée. Elle réitère la même année à Nottingham arrivant en demi-finale. Elle y bat les joueuses anglaises Freya Christie, puis la tête de série numéro deux Johanna Konta, et enfin Tara Moore. Elle sera battue par la finaliste Alison Riske. Au tournoi de Standford, elle arrive en quarts éliminant Maria Mateas et Alizé Cornet. Elle sera battue par l'Anglaise Karman Thandi.
L'année 2017 ressemblera à l'année précédente. Elle est souvent éliminée au premier ou deuxième tour. Elle parvient néanmoins à avoir quelques bons résultats comme à Zhengzhou. Elle y élimine Lu Jiajing, Sabina Sharipova, Nao Hibino. Elle sera balayée par sa compatriote Peng Shuai en demi. Notons qu'au tournoi de Madrid, elle bat la onzième tête de série au premier tour : Elina Svitolina. À l'US Open elle passera un tour en éliminant Alison Van Uytvanck.

### 2018: nouveau titre et finale dès le début d'année
Elle se présente au tournoi de Zhengzhou, en Chine. Elle passe le premier tour face à la 2e tête de série Peng Shuai, puis bat Liu Fangzhou. Au tour suivant elle arrive à bout de Lu Jiajing, en demi, elle bat Han Xinyun. Elle s'offre son second titre WTA 125 après celui de Dalian. Pour cela, elle bat sa compatriote et quatrième tête de série Wang Yafan en finale. Elle poursuit au tournoi de Anning, où elle est quatrième tête de série. Elle y bat Shiho Akita, puis sa compatriote You Xiaodi, puis elle vient à bout de la Française Amandine Hesse, par la suite, elle vainc la première tête de série Peng Shuai. En finale, elle rate l'occasion d'avoir un nouveau titre en échouant face à Irina Khromacheva qui décrochera son 1er titre en simple de sa carrière.
Le reste de l'année fut un peu mitigé. Souvent éliminée de manière précoce, il faut attendre le tournoi de Wimbledon où on verra Zheng passer un tour en éliminant une autre chinoise Wang Qiang. C'est en juillet que le déclic est présent. Tête de série numéro 6 au tournoi de Nanchang, elle élimine Miyu Kato, puis Karman Thandi, elle vient à bout de Xun Fanying, pour s'offrir une victoire en demi-finale face à Zhu Lin. Elle abandonne néanmoins en finale face à Wang Qiang. À Washington, elle réitère un bon parcours en éliminant Katie Swan, puis Ysaline Bonaventure, pour arriver et battre Allie Kiick en quarts de finale. Elle va échouer en demi face à la 7e tête de série et finaliste Donna Vekić. Elle finit l'année par un quart de finale à Mumbai, elle est alors sortie par la Thaïlandaise Luksika Kumkhum.

### 2019: nouveaux titres, finale en double dans un tournoi majeur
Éliminée au premier tour par Garbiñe Muguruza, elle se rend à Hua Hin où elle passera deux tours. Pour cela, elle élimine Mandy Minella et Irina-Camelia Begu. Elle sera éliminée par la finaliste Ajla Tomljanović. À Dubaï, elle prendra sa revanche en éliminant cette dernière. Elle perdra au tour suivant face à Garbiñe Muguruza. Il lui faut attendre le tournoi de Anning en avril pour obtenir un nouveau titre. Elle y est tête de série numéro 2. Elle y bat Peangtarn Plipuech, puis Jana Čepelová, au tour suivant, elle balaye Alexandra Cadanțu, elle bat ensuite Kaylah McPhee. Elle remporte le titre face à la première tête de série, sa compatriote Zhang Shuai.
Au tournoi de San Jose, Zheng bat Heather Watson sur le score de 6-3, 6-1, puis arrive à bout de Danielle Collins lui infligeant un score sévère de 6-2, 6-0, elle poursuit en éliminant Amanda Anisimova perdant le premier set 5-7, 7-5, 6-4, elle arrive en demi et élimine la Grecque María Sákkari sur le score de 7-6, 6-2. Elle bat pour la première fois une top 10 mondiale (elle-même étant no 55) en battant Aryna Sabalenka en deux sets via le score de 6-2, 7-6. Elle remporte ainsi son premier titre WTA, le quatrième en tenant compte des WTA 125.
Elle est de nouveau titrée en double avec Victoria Azarenka au Mexique. Elles y battent Desirae Krawczyk - Giuliana Olmos en finale. Associée à Duan Ying-Ying en 2019 lors de l'US Open; elle a de bons résultats en double. Elles atteignent les quarts de finale éliminées par Elise Mertens et Aryna Sabalenka sur le score de 6-4, 6-3. Mais surtout à Roland-Garros, elles arrivent en finale. Elles sont battues 6-2, 6-3 par Kristina Mladenovic et Tímea Babos. Pour cela, elles ont battu Anna-Lena Grönefeld et Demi Schuurs au second tour, en quart Gabriela Dabrowski et Xu Yifan; et enfin Kirsten Flipkens et Johanna Larsson en demi. Soit trois têtes de séries.

### 2020 - 2021: saison mitigée en simple mais nouveau titre en double
En 2020, elle passe un tour à l'Open d'Australie en battant Anna Kalinskaya, mais sera éliminée au tour suivant par Naomi Osaka. Au tournoi de Hua Hin elle bat Natalija Kostić, puis Liang En-shuo avant de perdre face à Patricia Maria Țig. C'est à Doha qu'elle réalise un meilleur parcours. Elle y bat Markéta Vondroušová (tête de série numéro 12) sur le score de 1-6, 6-3, 6-2, puis Vera Zvonareva en deux sets 7-5, 6-1, elle continue sa progression en battant Kiki Bertens (sa seconde top 10) sur le score serré de 3-6, 6-3, 6-4. Elle sera finalement éliminée sur le score serré de 6-3, 7-6, 6-3 par Aryna Sabalenka. L'année étant contrainte par la pandémie de Covid-19, Zheng ne jouera pas d'autres tournois après.
En 2021, elle démarre timidement sa saison. Elle est éliminée d'entrée par Barbora Krejčíková lors de l'Open d'Australie. Tout comme à Doha, où elle échoue au premier tour face à Misaki Doi. C'est à Monterrey qu'elle obtient enfin quelques résultats en éliminant Varvara Gracheva, puis Zhu Lin. Elle s'incline cependant face à Ann Li. Elle passe un tour aux internationaux de Paris en éliminant Sara Sorribes Tormo. Elle sera éliminée par la suite par Marta Kostyuk. Aux JO de Tokyo, elle est éliminée d'entrée par la japonaise Naomi Osaka. Il lui faut attendre alors le tournoi de Columbus pour obtenir enfin de bons résultats. Lors de ce challenger elle est tête de série numéro 4. Elle élimine Asia Muhammad au premier tour, puis vient à bout de Alexa Glatch, par la suite elle vainc Lauren Davis. Elle échoue cependant face à Nuria Párrizas Díaz future lauréate. Par la suite malgré quelques mauvais résultats elle reprend des couleurs lors du tournoi de Tenerife où elle bat Rebeka Masarova, puis la tête de série numéro 7, Clara Tauson, Elle échouera face à la finaliste Camila Osorio.
C'est en double que Zheng a le plus de succès via un nouveau titre et une finale. Associée à Wang Xinyu dans les deux cas. Déjà, elles battent Natalia Vikhlyantseva - Zheng Qinwen, puis Katarzyna Piter - Renata Voráčová, elles viennent à bout ensuite de la paire Elixane Lechemia - Sabrina Santamaria; elles s'offrent leur titre à Courmayeur face à Eri Hozumi - Zhang Shuai. Lors du tournoi de Linz elles atteignent la finale. Elles seront éliminées par Natela Dzalamidze et Kamilla Rakhimova.

### 2022 - 2024: absence puis retour, demi-finale en double à Rome
Après deux ans d'absence, elle revient à Hua Hin mais ne passe pas la phase qualificative en simple. À Doha, elle échoue aussi au même niveau.
Elle a plus de succès en double, associée à sa compatriote Wang Xinyu. Elle passe un tour à Indian Wells, puis à Miami, où la paire bat Magdalena Fręch et Daria Saville (5-7 7-5 10-8) au premier tour. À Madrid, elles réitèrent leur alliance et sortent Monica Niculescu et Alycia Parks en deux sets (6-1 6-3). Puis, elles sortent la paire Demi Schuurs - Luisa Stefani. Elles seront sorties lors du duel les opposant à la paire locale Cristina Bucșa -. S. Sorribes Tormo, futures lauréates.
C'est à Rome, avec Wang Xinyu, qu'elle arrive à créer la surprise. Au premier tour, elles tiennent tête à Heather Watson associée à leur compatriote Xu Yifan (6-3 1-5 10-8). Elles continuent leur parcours en profitant du forfait de Chan Hao-ching et Veronika Kudermetova. Au troisième tour, elles battent les spécialistes du double et numéros une et deux mondiale, Hsieh Su-wei et Elise Mertens (6-0 4-6 10-7). Elles arrivent en demi-finale pour finalement perdre face à la paire Coco Gauff -  Erin Routliffe (6-3 7-6).
Elle obtient un nouveau titre en double avec sa compatriote Wang Xinyu lors du tournoi de Berlin. La paire chinoise vient à bout de Chan Hao-ching - Veronika Kudermetova en deux sets (6-2 7-5). Lors de l'US Open elle s'aligne aussi bien en simple qu'en double, mais perd dès le premier tour dans les deux disciplines. Alignée ensuite à Hua Hin II; elle perd encore une fois au premier tour en simple, mais aussi en double face à la paire Eudice Chong -  Moyuka Uchijima.

### 2025: finale en double à Singapour
Associée à Wang Xinyu à l'Open d'Australie elle arrive jusqu'en huitième de finale. À Singapour, elle enchaine les victoires en double avec Wang Xinyu. La paire chinoise élimine d'affilée Makoto Ninomiya associée à Tsao Chia-yi (2-6 6-2 10-4). Puis, la paire chinoise élimine Hailey Baptiste et Heather Watson (6-2 3-6 10-6). Desirae Krawczyk e  Giuliana Olmos les éliminent en finale.

## Palmarès

### Titre en simple dames
| No | Date       | Nom et lieu du tournoi           | Catégorie | Dotation  | Surface    | Finaliste       | Score     |          |
| -- | ---------- | -------------------------------- | --------- | --------- | ---------- | --------------- | --------- | -------- |
| 1  | 29-07-2019 | Silicon Valley Classic, San José | Premier   | 811 081 $ | Dur (ext.) | Aryna Sabalenka | 6-3, 7-63 | Parcours |

### Finale en simple dames
| No | Date       | Nom et lieu du tournoi | Catégorie | Dotation  | Surface    | Vainqueure | Score        |          |
| -- | ---------- | ---------------------- | --------- | --------- | ---------- | ---------- | ------------ | -------- |
| 1  | 29-07-2018 | Jiangxi Open, Nanchang | Intern'l  | 250 000 $ | Dur (ext.) | Wang Qiang | 7-5, 4-0 ab. | Parcours |

### Titres en double dames
| No | Date       | Nom et lieu du tournoi            | Catégorie | Dotation  | Surface      | Partenaire        | Finalistes                           | Score            |          |
| -- | ---------- | --------------------------------- | --------- | --------- | ------------ | ----------------- | ------------------------------------ | ---------------- | -------- |
| 1  | 19-09-2011 | Int'l Women's Open Guangzhou      | Intern'l  | 220 000 $ | Dur (ext.)   | Hsieh Su-wei      | Chan Chin-wei Han Xinyun             | 6-2, 6-1         | Parcours |
| 2  | 03-08-2015 | Bank of the West Classic Stanford | Premier   | 731 000 $ | Dur (ext.)   | Xu Yifan          | Anabel Medina Arantxa Parra Santonja | 6-1, 6-3         | Parcours |
| 3  | 12-10-2015 | Tianjin Open Tianjin              | Intern'l  | 500 000 $ | Dur (ext.)   | Xu Yifan          | Darija Jurak Nicole Melichar         | 6-2, 3-6, [10-8] | Parcours |
| 4  | 25-02-2019 | Abierto Mexicano Acapulco         | Intern'l  | 226 750 $ | Dur (ext.)   | Victoria Azarenka | Desirae Krawczyk Giuliana Olmos      | 6-1, 6-2         | Parcours |
| 5  | 25-10-2021 | Courmayeur Open Courmayeur        | WTA 250   | 235 238 $ | Dur (int.)   | Wang Xinyu        | Eri Hozumi Zhang Shuai               | 6-4, 3-6, [10-5] | Parcours |
| 6  | 17-06-2024 | ecotrans Ladies Open Berlin       | WTA 500   | 922 573 $ | Gazon (ext.) | Wang Xinyu        | Chan Hao-ching Veronika Kudermetova  | 6-2, 7-5         | Parcours |

### Finales en double dames
| No | Date       | Nom et lieu du tournoi                  | Catégorie | Dotation       | Surface      | Vainqueures                           | Partenaire         | Score             |          |
| -- | ---------- | --------------------------------------- | --------- | -------------- | ------------ | ------------------------------------- | ------------------ | ----------------- | -------- |
| 1  | 14-04-2014 | Malaysian Open Kuala Lumpur             | Intern'l  | 250 000 $      | Dur (ext.)   | Tímea Babos Chan Hao-ching            | Chan Yung-jan      | 6-3, 6-4          | Parcours |
| 2  | 17-05-2015 | Internationaux de Strasbourg Strasbourg | Intern'l  | 250 000 $      | Terre (ext.) | Chuang Chia-jung Liang Chen           | Nadiia Kichenok    | 4-6, 6-4, [12-10] | Parcours |
| 3  | 03-01-2016 | Shenzhen Open Shenzhen                  | Intern'l  | 500 000 $      | Dur (ext.)   | Vania King Monica Niculescu           | Xu Yifan           | 6-1, 6-4          | Parcours |
| 4  | 26-05-2019 | Roland-Garros Paris                     | G. Chelem | 23 029 029 € $ | Terre (ext.) | Kristina Mladenovic Tímea Babos       | Duan Ying-Ying     | 6-2, 6-3          | Parcours |
| 5  | 04-01-2020 | Shenzhen Open Shenzhen                  | Intern'l  | 651 750 $      | Dur (ext.)   | Barbora Krejčíková Kateřina Siniaková | Duan Ying-Ying     | 6-2, 3-6, [10-4]  | Parcours |
| 6  | 17-02-2020 | Duty Free Tennis Championships Dubaï    | Premier   | 2 529 740 $    | Dur (ext.)   | Hsieh Su-wei Barbora Strýcová         | Barbora Krejčíková | 7-5, 3-6, [10-5]  | Parcours |
| 7  | 15-03-2021 | Abierto GNP Seguros Monterrey           | WTA 250   | 235 238 $      | Dur (ext.)   | Caroline Dolehide Asia Muhammad       | Heather Watson     | 6-2, 6-3          | Parcours |
| 8  | 07-11-2021 | Upper Austria Ladies Linz Linz          | WTA 250   | 235 238 $      | Dur (int.)   | Natela Dzalamidze Kamilla Rakhimova   | Wang Xinyu         | 6-4, 6-2          | Tableau  |
| 9  | 27-01-2025 | Singapore Open Singapour                | WTA 250   | 275 094 $      | Dur (int.)   | Desirae Krawczyk Giuliana Olmos       | Wang Xinyu         | 7-5, 6-0          | Parcours |

### Titres en simple en WTA 125
| No | Date       | Nom et lieu du tournoi            | Catégorie | Dotation  | Surface      | Finaliste     | Score         |          |
| -- | ---------- | --------------------------------- | --------- | --------- | ------------ | ------------- | ------------- | -------- |
| 1  | 08-09-2015 | Dalian Women's Open, Dalian       | WTA 125   | 125 000 $ | Dur (ext.)   | Julia Glushko | 2-6, 6-1, 7-5 | Parcours |
| 2  | 16-04-2018 | Zhengzhou Women's Open, Zhengzhou | WTA 125   | 115 000 $ | Dur (ext.)   | Wang Yafan    | 5-7, 6-2, 6-1 | Parcours |
| 3  | 22-04-2019 | Kunming Open, Anning              | WTA 125   | 115 000 $ | Terre (ext.) | Zhang Shuai   | 6-4, 6-1      | Parcours |

### Finales en simple en WTA 125
| No | Date       | Nom et lieu du tournoi             | Catégorie | Dotation  | Surface      | Vainqueure        | Score          |          |
| -- | ---------- | ---------------------------------- | --------- | --------- | ------------ | ----------------- | -------------- | -------- |
| 1  | 05-08-2013 | Suzhou Ladies Open, Suzhou         | WTA 125   | 125 000 $ | Dur (ext.)   | Shahar Peer       | 6-2, 2-6, 6-3  | Parcours |
| 2  | 30-04-2018 | International Kunming Open, Anning | WTA 125   | 125 000 $ | Terre (ext.) | Irina Khromacheva | 3-6, 6-4, 7-65 | Parcours |

### Titres en double en WTA 125
| No | Date       | Nom et lieu du tournoi        | Catégorie | Dotation  | Surface    | Partenaire     | Finalistes                           | Score            |          |
| -- | ---------- | ----------------------------- | --------- | --------- | ---------- | -------------- | ------------------------------------ | ---------------- | -------- |
| 1  | 27-07-2015 | Jiangxi Women's Open Nanchang | WTA 125   | 125 000 $ | Dur (ext.) | Chang Kai-chen | Chan Chin-wei Wang Yafan             | 6-3, 4-6, [10-3] | Parcours |
| 2  | 08-09-2015 | Dalian Women's Open Dalian    | WTA 125   | 125 000 $ | Dur (ext.) | Zhang Kailin   | Chan Chin-wei Darija Jurak           | 6-3, 6-4         | Parcours |
| 3  | 20-09-2021 | Columbus Open Columbus        | WTA 125   | 115 000 $ | Dur (int.) | Wang Xinyu     | Dalila Jakupović Nuria Párrizas Díaz | 6-1, 6-1         | Parcours |

## Parcours en Grand Chelem

### En simple dames
| Année | Open d'Australie | Open d'Australie   | Internationaux de France | Internationaux de France | Wimbledon       | Wimbledon          | US Open         | US Open             |
| ----- | ---------------- | ------------------ | ------------------------ | ------------------------ | --------------- | ------------------ | --------------- | ------------------- |
| 2012  | —                | —                  | —                        | —                        | Q2              | Bibiane Schoofs    | Q3              | Julia Glushko       |
| 2013  | Q1               | Alison Riske       | Q1                       | Johanna Konta            | —               | —                  | Q1              | Julia Glushko       |
| 2014  | Q1               | Irina Falconi      | Q2                       | Maryna Zanevska          | Q1              | Anett Kontaveit    | 2e tour (1/32)  | Lucie Šafářová      |
| 2015  | 1er tour (1/64)  | Daniela Hantuchová | 1er tour (1/64)          | Lucie Hradecká           | 1er tour (1/64) | Caroline Wozniacki | 1er tour (1/64) | Madison Brengle     |
| 2016  | 2e tour (1/32)   | Johanna Konta      | 1er tour (1/64)          | Dominika Cibulková       | 1er tour (1/64) | María Sákkari      | 2e tour (1/32)  | Kateryna Bondarenko |
| 2017  | 1er tour (1/64)  | Danka Kovinić      | 1er tour (1/64)          | Karolína Plíšková        | 1er tour (1/64) | Daria Kasatkina    | 2e tour (1/32)  | Julia Görges        |
| 2018  | —                | —                  | 1er tour (1/64)          | Ekaterina Makarova       | 2e tour (1/32)  | Simona Halep       | Q1              | Jil Teichmann       |
| 2019  | 1er tour (1/64)  | Garbiñe Muguruza   | 1er tour (1/64)          | Wang Qiang               | 1er tour (1/64) | Ashleigh Barty     | 1er tour (1/64) | Venus Williams      |
| 2020  | 2e tour (1/32)   | Naomi Osaka        | —                        | —                        | Annulé          | Annulé             | —               | —                   |
| 2021  | 1er tour (1/64)  | Barbora Krejčíková | 2e tour (1/32)           | Marta Kostyuk            | —               | —                  | —               | —                   |
|       |                  |                    |                          |                          |                 |                    |                 |                     |
| 2024  | —                | —                  | —                        | —                        | —               | —                  | 1er tour (1/64) | Jessika Ponchet     |
| 2025  | 1er tour (1/64)  | Erika Andreeva     |                          |                          |                 |                    |                 |                     |

N.B. : à droite du résultat se trouve le nom de l'ultime adversaire.

### En double dames
| Année | Open d'Australie                                                                       | Open d'Australie                                                                         | Internationaux de France                                                              | Internationaux de France                                                             | Wimbledon                                                                               | Wimbledon                                                                             | US Open | US Open |
| ----- | -------------------------------------------------------------------------------------- | ---------------------------------------------------------------------------------------- | ------------------------------------------------------------------------------------- | ------------------------------------------------------------------------------------ | --------------------------------------------------------------------------------------- | ------------------------------------------------------------------------------------- | ------- | ------- |
| 2012  | —                                                                                      | —                                                                                        | 2e tour (1/16) D. Cibulková \|\| style="text-align:left;" \| E. Makarova E. Vesnina   | 1er tour (1/32) A. Cadanțu \|\| style="text-align:left;" \| L. Huber L. Raymond      | 1er tour (1/32) V. Lepchenko \|\| style="text-align:left;" \| S. Errani R. Vinci        |                                                                                       |         |         |
| 2013  | 1/2 finale V. Lepchenko \|\| style="text-align:left;" \| A. Barty C. Dellacqua         | 1/4 de finale V. Lepchenko \|\| style="text-align:left;" \| S. Errani R. Vinci           | 2e tour (1/16) V. Lepchenko \|\| style="text-align:left;" \| N. Petrova K. Srebotnik  | 2e tour (1/16) V. Lepchenko \|\| style="text-align:left;" \| C. Black M. Erakovic    |                                                                                         |                                                                                       |         |         |
| 2014  | 1er tour (1/32) T. Tanasugarn \|\| style="text-align:left;" \| Chan H.-c. L. Huber     | 2e tour (1/16) V. Dushevina \|\| style="text-align:left;" \| Hsieh S.-w. Peng S.         | 1er tour (1/32) V. Lepchenko \|\| style="text-align:left;" \| A. Hlaváčková Zheng J.  | 2e tour (1/16) V. Lepchenko \|\| style="text-align:left;" \| K. Peschke K. Srebotnik |                                                                                         |                                                                                       |         |         |
| 2015  | 1er tour (1/32) C. Black \|\| style="text-align:left;" \| G. Dabrowski A. Rosolska     | 2e tour (1/16) V. Lepchenko \|\| style="text-align:left;" \| B. Mattek-Sands L. Šafářová | 1er tour (1/32) Z. Diyas \|\| style="text-align:left;" \| M. Hingis S. Mirza          | 2e tour (1/16) V. King \|\| style="text-align:left;" \| M. Krajicek B. Strýcová      |                                                                                         |                                                                                       |         |         |
| 2016  | 1/2 finale Xu Y. \|\| style="text-align:left;" \| A. Hlaváčková L. Hradecká            | 1/4 de finale Xu Y. \|\| style="text-align:left;" \| M. Gasparyan S. Kuznetsova          | 1er tour (1/32) Xu YifanXu Y. \|\| style="text-align:left;" \| D. Jurak An. Rodionova | 3e tour (1/8) Xu Y. \|\| style="text-align:left;" \| M. Hingis C. Vandeweghe         |                                                                                         |                                                                                       |         |         |
| 2017  | 3e tour (1/8) K. Srebotnik \|\| style="text-align:left;" \| C. Garcia K. Mladenovic    | 1/4 de finale I.C. Begu \|\| style="text-align:left;" \| A. Barty C. Dellacqua           | —                                                                                     | —                                                                                    | 2e tour (1/16) A. Kudryavtseva \|\| style="text-align:left;" \| L. Šafářová B. Strýcová |                                                                                       |         |         |
| 2018  | —                                                                                      | —                                                                                        | 1er tour (1/32) Z. Diyas \|\| style="text-align:left;" \| R. Atawo A.L. Grönefeld     | —                                                                                    | —                                                                                       | 1er tour (1/32) Z. Diyas \|\| style="text-align:left;" \| B. Mattek-Sands L. Šafářová |         |         |
| 2019  | 1er tour (1/32) A. Krunić \|\| style="text-align:left;" \| M. Adamczak J. Moore        | Finale Duan Y.-Y.                                                                        | T. Babos K. Mladenovic                                                                | 3e tour (1/8) Duan Y.-Y. \|\| style="text-align:left;" \| G. Dabrowski Xu Y.         | 1/4 de finale Duan Y.-Y. \|\| style="text-align:left;" \| E. Mertens A. Sabalenka       |                                                                                       |         |         |
| 2020  | 1er tour (1/32) Duan Y.-Y. \|\| style="text-align:left;" \| H. Carter L. Stefani       | —                                                                                        | —                                                                                     | Annulé                                                                               | Annulé                                                                                  | —                                                                                     | —       |         |
| 2021  | 1er tour (1/32) Duan Y.-Y. \|\| style="text-align:left;" \| A. Krunić M. Trevisan      | 2e tour (1/16) E. Perez \|\| Forfait                                                     | —                                                                                     | —                                                                                    | —                                                                                       | —                                                                                     |         |         |
|       |                                                                                        |                                                                                          |                                                                                       |                                                                                      |                                                                                         |                                                                                       |         |         |
| 2024  | —                                                                                      | —                                                                                        | —                                                                                     | —                                                                                    | 1er tour (1/32) Wang Xn. \|\| style="text-align:left;" \| C. Garcia K. Mladenovic       | 1er tour (1/32) Wang Xn. \|\| style="text-align:left;" \| K. Boulter A. Kalinskaya    |         |         |
| 2025  | 1/8 de finale Wang Xn. \|\| style="text-align:left;" \| K. Rakhimova S. Sorribes Tormo | 2e tour (1/16) Wang Xn. \|\| style="text-align:left;" \| U. Eikeri E. Hozumi             | 1er tour (1/32) Wang Xn. \|\| style="text-align:left;" \| G. Dabrowski E. Routliffe   |                                                                                      |                                                                                         |                                                                                       |         |         |

N.B. : le nom de la partenaire se trouve sous le résultat ; les noms des ultimes adversaires se trouvent à droite.

### En double mixte
| Année | Open d'Australie                                                                    | Open d'Australie | Internationaux de France | Internationaux de France | Wimbledon                                                                    | Wimbledon                                                                     | US Open | US Open |
| ----- | ----------------------------------------------------------------------------------- | ---------------- | ------------------------ | ------------------------ | ---------------------------------------------------------------------------- | ----------------------------------------------------------------------------- | ------- | ------- |
| 2013  | —                                                                                   | —                | —                        | —                        | 2e tour (1/16) L. Paes \|\| style="text-align:left;" \| A. Cornet E. Butorac | 1er tour (1/16) L. Dlouhý \|\| style="text-align:left;" \| K. Date D. Marrero |         |         |
|       |                                                                                     |                  |                          |                          |                                                                              |                                                                               |         |         |
| 2016  | 1er tour (1/16) Chung H. \|\| style="text-align:left;" \| E. Vesnina B. Soares      | —                | —                        | —                        | —                                                                            | —                                                                             | —       |         |
| 2017  | 2e tour (1/8) A. Peya \|\| style="text-align:left;" \| S. Mirza I. Dodig            | —                | —                        | —                        | —                                                                            | —                                                                             | —       |         |
|       |                                                                                     |                  |                          |                          |                                                                              |                                                                               |         |         |
| 2019  | —                                                                                   | —                | —                        | —                        | 3e tour (1/8) J. Vliegen \|\| style="text-align:left;" \| E. Silva E. Hoyt   | 1er tour (1/16) J. Vliegen \|\| style="text-align:left;" \| J. Brady D. Kudla |         |         |
| 2020  | 1/4 de finale J. Vliegen \|\| style="text-align:left;" \| B. Mattek-Sands J. Murray | Annulé           | Annulé                   | Annulé                   | Annulé                                                                       | Annulé                                                                        | Annulé  |         |

N.B. : le nom du partenaire se trouve sous le résultat ; les noms des ultimes adversaires se trouvent à droite.

## Parcours en «Premier» et WTA 1000
Les tournois WTA « Premier Mandatory » et « Premier 5 » (entre 2009 et 2020) et WTA 1000 (à partir de 2021) constituent les catégories d’épreuves les plus prestigieuses, après les quatre levées du Grand Chelem.

### En simple dames
| Année |       |                            |                             |                               |                              |                           |                               |                           |                             |                            |  |                              |
| Doha  | Dubaï | Indian Wells               | Miami                       | Madrid                        | Rome                         | Canada                    | Cincinnati                    | Pékin                     |                             | Tokyo                      |  |                              |
| Doha  | Dubaï | Indian Wells               | Miami                       | Madrid                        | Rome                         | Canada                    | Cincinnati                    | Pékin                     | Wuhan                       |                            |  |                              |
| Doha  | Dubaï | Indian Wells               | Miami                       | Madrid                        | Rome                         | Canada                    | Cincinnati                    | Pékin                     | Guadalajara                 |                            |  |                              |
| 2011  |       | Hors catégorie             |                             |                               |                              |                           |                               |                           |                             | 1er tour (1/32) K. Kanepi  |  |                              |
| 2012  |       |                            | Hors catégorie              |                               |                              |                           |                               |                           |                             | 1er tour (1/32) Hsieh S-w. |  |                              |
| 2015  |       | Hors catégorie             |                             | 1er tour (1/64) M. Brengle    | 2e tour (1/32) P. Badosa     |                           |                               |                           |                             | 1er tour (1/32) C. Garcia  |  | 1er tour (1/32) V. Lepchenko |
| 2016  |       | 1/4 de finale J. Ostapenko | Hors catégorie              |                               | 1er tour (1/64) K. Bertens   |                           |                               | 1er tour (1/32) F. Abanda | 1er tour (1/32) C. McHale   | 1er tour (1/32) R. Vinci   |  | 1er tour (1/32) Y. Shvedova  |
| 2017  |       | Hors catégorie             | 2e tour (1/16) E. Svitolina |                               |                              | 2e tour (1/16) Wang Q.    |                               |                           |                             |                            |  |                              |
| 2018  |       |                            | Hors catégorie              |                               |                              |                           |                               |                           |                             | 2e tour (1/16) S. Stephens |  | 2e tour (1/16) A. Barty      |
| 2019  |       | Hors catégorie             | 2e tour (1/16) G. Muguruza  | 1er tour (1/64) K. Mladenovic | 1er tour (1/64) K. Siniaková | 3e tour (1/8) S. Stephens | 1er tour (1/32) G. Muguruza   | 1er tour (1/32) T. Maria  | 2e tour (1/16) A. Sabalenka | 3e tour (1/8) A. Barty     |  |                              |
| 2020  |       | 1/4 de finale A. Sabalenka | Hors catégorie              | Annulé                        | Annulé                       | Annulé                    |                               | Annulé                    |                             | Annulé                     |  | Annulé                       |
|       |       | WTA 1000                   |                             |                               |                              |                           |                               |                           |                             |                            |  |                              |
| 2021  |       | Hors catégorie             | 1er tour (1/32) E. Rybakina | 1er tour (1/64) M. Fręch      | 2e tour (1/32) Ka. Plíšková  | 2e tour (1/16) S. Halep   | 1er tour (1/32) B. Krejčíková |                           |                             | Annulé                     |  | Annulé                       |

Sous le résultat, l’ultime adversaire.
1. 1 2   Les tournois de Doha et Dubaï alternent le statut de tournoi WTA 1000 (ex Premier 5) entre 2009 et 2023 : les trois premières éditions ont lieu à Dubaï, les trois suivantes à Doha, puis Dubaï accueille le tournoi de cette catégorie les années impaires et Dubaï les années paires. De 2011 à 2023, la ville qui n’accueille pas de WTA 1000 organise à la place un tournoi WTA 500 (ex Premier).
2. 1 2 3 4 5 6 7 8   L’ordre de déroulement des tournois a évolué depuis 2009 : Rome se dispute avant Madrid et Cincinnati avant Montréal/Toronto jusqu’en 2010, tandis que Tokyo/Wuhan/Guadalajara ont lieu avant Pékin jusqu’en 2023.
3. 1 2 3 4 5 6 7 8  Du fait de la pandémie de Covid-19, les tournois d’Indian Wells, de Miami, de Madrid, du Canada, de Wuhan et de Pékin sont annulés en 2020. Ces deux derniers le sont également en 2021. Pour des raisons d’organisation, le tournoi de Cincinnati 2020 a exceptionnellement lieu à Flushing Meadows à New York.

Nota: à partir de 2024, le nombre de tournois de cette catégorie passe à 10 par saison et l'alternance entre Dubaï et Doha est supprimée. Le codage Wiki actuel ne permet l'affichage que du résultat de Dubaï si la joueuse a également joué Doha.

## Parcours aux Jeux olympiques

### En simple dames
| # | Date       | Nom de l'olympiade                  | Surface    | Résultat        | Ultime adversaire   | Score    |          |
| - | ---------- | ----------------------------------- | ---------- | --------------- | ------------------- | -------- | -------- |
| 1 | 06/08/2016 | Olympic Tennis Event Rio de Janeiro | Dur (ext.) | 2e tour (1/16)  | Daria Kasatkina     | 6-1, 6-4 | Parcours |
| 2 | 31/07/2021 | Olympic Tennis Event Tokyo          | Dur (ext.) | 1er tour (1/32) | Sara Sorribes Tormo | 6-4, 6-3 | Parcours |

### En double dames
| # | Date       | Nom de l'olympiade                  | Surface             | Résultat        | Partenaire     | Ultimes adversaires                   | Score    |          |
| - | ---------- | ----------------------------------- | ------------------- | --------------- | -------------- | ------------------------------------- | -------- | -------- |
| 1 | 06/08/2016 | Olympic Tennis Event Rio de Janeiro | Dur (ext.)          | 2e tour (1/8)   | Xu YiFan       | Sara Errani Roberta Vinci             | 6-2, 6-3 | Parcours |
| 2 | 31/07/2021 | Olympic Tennis Event Tokyo          | Dur (ext.)          | 1er tour (1/16) | Duan Ying-Ying | Karolína Plíšková Markéta Vondroušová | 6-2, 6-1 | Parcours |
| 3 | 27/07/2024 | Olympic Tennis Event Paris          | Terre battue (ext.) | 1er tour (1/16) | Wang Xinyu     | Lyudmyla Kichenok Nadiia Kichenok     | 6-1, 6-4 | Parcours |

## Classements WTA en fin de saison
| Année          | 2009 | 2010 | 2011 | 2012 | 2013 | 2014 | 2015 | 2016 | 2017 | 2018 | 2019 | 2020 | 2021 | 2022 | 2023 | 2024 |
| Rang en simple | 718  | 661  | 276  | 133  | 162  | 97   | 70   | 84   | 94   | 46   | 40   | 41   | 80   | –    | –    | 695  |
| Rang en double | –    | 757  | 108  | 98   | 39   | 81   | 39   | 24   | 65   | 151  | 25   | 28   | 43   | 1139 | –    | 70   |

Source : (en) Classements de Zheng Saisai sur le site officiel de la Fédération internationale de tennis

## Victoires sur le top 10
Toutes ses victoires sur des joueuses classées dans le top 10 de la WTA lors de la rencontre.
| Légende      |
| Grand Chelem |
| Premier      |
| Intern'l     |
| Fed Cup      |

| # |       |  | Tournoi  | Année | Surface |  | Adversaire      | Rang  | Tour   | Score         | Tableau |
| - | ----- |  | -------- | ----- | ------- |  | --------------- | ----- | ------ | ------------- | ------- |
| 1 | no 55 |  | San José | 2019  | Dur     |  | Aryna Sabalenka | no 10 | Finale | 6-2, 7-63     | Tableau |
| 2 | no 37 |  | Doha     | 2020  | Dur     |  | Kiki Bertens    | no 6  | 1/8    | 3-6, 6-3, 6-4 | Tableau |